# Ash Tyler
El tinent Ash Tyler   () és un personatge fictici de la sèrie Star Trek: Discovery interpretat per l'actor Shazad Latif.
El 2256 quan servia a la nau USS Yeager va ser capturat pels klingon a la batalla de les estrelles binaries, fet presoner i torturat per L'Rell. És rescatat pel capità Gabriel Lorca quan també és capturat pels klingon i tancat a la mateixa cel·la. Un cop rescatats, el capità el va nomenar Cap de seguretat de la nau USS Discovery.
Un cop a la Discovery, Ash inicia una relació romàntica amb Michael Burnham.
Durant el seu captiveri, el klingon Voq va ser transformat en Ash adoptant la seva personalitat, memòries i capacitats i aspecte físic per infiltrar-se com a agent encobert klingon a la Federació. Aquesta transformació va ser duta a terme per L'Rell.